# Dumalag
Dumalag is een gemeente in de Filipijnse provincie Capiz op het eiland Panay. Bij de laatste census in 2007 had de gemeente ruim 29 duizend inwoners.

## Geografie

### Bestuurlijke indeling
Dumalag is onderverdeeld in de volgende 19 barangays:
| - Concepcion - Consolacion - Dolores - Duran - San Agustin - San Jose - San Martin - San Miguel - San Rafael - San Roque | - Santa Carmen - Santa Cruz - Santa Monica - Santa Rita - Santa Teresa - Santo Angel - Santo Niño - Santo Rosario - Poblacion |

## Demografie
Dumalag had bij de census van 2007 een inwoneraantal van 29.221 mensen. Dit zijn 3.301 mensen (12,7%) meer dan bij de vorige census van 2000. De gemiddelde jaarlijkse groei komt daarmee uit op 1,67%, hetgeen lager is dan het landelijk jaarlijks gemiddelde over deze periode (2,04%). Vergeleken met de census van 1995 is het aantal mensen met 873 (3,1%) toegenomen.

De bevolkingsdichtheid van Dumalag was ten tijde van de laatste census, met 29.221 inwoners op 109,18 km², 267,6 mensen per km².